# رهبرت منم
«رهبرت منم» ترانه‌ای از هنرمند اهل ترینیداد و توباگو نیکی میناژ، ریک راس، است. این ترانه در آلبوم جمعه صورتی: نسخه جدید رومن قرار داشت.